# Leucas
Leucas  é um gênero botânico da família Lamiaceae

## Espécies
Composto por 215 espécies:
- Leucas abyssinica
- Leucas acanthocalycina
- Leucas acloquei
- Leucas acrodonta
- Leucas affinis
- Leucas aggerestris
- Leucas alba
- Leucas altissima
- Leucas alluaudii
- Leucas anandaraoana
- Leucas angularis
- Leucas angustifolia
- Leucas angustissima
- Leucas aequistylosa
- Leucas argentea
- Leucas argyrophylla
- Leucas aspera
- Leucas bakeri
- Leucas bancana
- Leucas barbeyana
- Leucas benthamiana
- Leucas biflora
- Leucas biglomerulata
- Leucas bowalensis
- Leucas bracteosa
- Leucas brownii
- Leucas bukobensis
- Leucas calostachys
- Leucas candicans
- Leucas capensis
- Leucas capitata
- Leucas carsonii
- Leucas cephalantha
- Leucas cephalotes
- Leucas chiatelliniana
- Leucas chinensis
- Leucas ciliata
- Leucas clarkei
- Leucas coleae
- Leucas collettii
- Leucas collina
- Leucas concinna
- Leucas cuneifolia
- Leucas decemdentata
- Leucas decurva
- Leucas decurvata
- Leucas deflexa
- Leucas densiflora
- Leucas deodikarii
- Leucas descampsii
- Leucas dhofarensis
- Leucas diffusa
- Leucas dimidiata
- Leucas dinteri
- Leucas discolor
- Leucas ebracteata
- Leucas elliotii
- Leucas engleri
- Leucas eenii
- Leucas eriostoma
- Leucas fasciculata
- Leucas flaccida
- Leucas fleckii
- Leucas franchetiana
- Leucas fulva
- Leucas galeopsidea
- Leucas glaberrima
- Leucas glabrata
- Leucas globulifera
- Leucas grandis
- Leucas hamatula
- Leucas haematula
- Leucas hamiltoniana
- Leucas helferi
- Leucas helianthemifolia
- Leucas helicterifolia
- Leucas hephaestis
- Leucas hirta
- Leucas hirundinaris
- Leucas holstii
- Leucas homblei
- Leucas hyssopifolia
- Leucas indica
- Leucas inflata
- Leucas involucrata
- Leucas jamesii
- Leucas javanica
- Leucas junodii
- Leucas kassneri
- Leucas kishenensis
- Leucas kondowensis
- Leucas lamiifolia
- Leucas lamioides
- Leucas lanata
- Leucas lanceaefolia
- Leucas lanciformis
- Leucas lavandulaefolia
- Leucas lavandulifolia
- Leucas lavanduliifolia
- Leucas lepistoma
- Leucas leucocephala
- Leucas leucotricha
- Leucas linifolia
- Leucas longifolia
- Leucas mackinderi
- Leucas macrantha
- Leucas macrophylla
- Leucas malabarica
- Leucas malayana
- Leucas manipurensis
- Leucas martinicensis
- Leucas marrubioides
- Leucas masaiensis
- Leucas masukuensis
- Leucas megasphaera
- Leucas melissaeflora
- Leucas melissaefolia
- Leucas membranacea
- Leucas menthaefolia
- Leucas menthifolia
- Leucas menthifolia
- Leucas micrantha
- Leucas microphylla
- Leucas microscypha
- Leucas milanjiana
- Leucas mildbraedii
- Leucas minahassae
- Leucas minimifolia
- Leucas mogadoxensis
- Leucas mollis
- Leucas mollissima
- Leucas moluccoides
- Leucas montana
- Leucas mukerjiana
- Leucas mwingensis
- Leucas myriantha
- Leucas nakurensis
- Leucas natalensis
- Leucas nepetaefolia
- Leucas nepetoides
- Leucas neufliseana
- Leucas neuflizeana
- Leucas neumannii
- Leucas newtonii
- Leucas nubica
- Leucas nutans
- Leucas nyassae
- Leucas obliqua
- Leucas ogadensis
- Leucas oligocephala
- Leucas orbicularis
- Leucas ovata
- Leucas oxydon
- Leucas pallida
- Leucas parviflora
- Leucas paucicrenata
- Leucas paucijuga
- Leucas pearsonii
- Leucas pechuelii
- Leucas pilosa
- Leucas plukenetii
- Leucas pododiskos
- Leucas poggeana
- Leucas polycephala
- Leucas pratensis
- Leucas procumbens
- Leucas prostrata
- Leucas pubescens
- Leucas pycnanthela
- Leucas quinquedentata
- Leucas randii
- Leucas ringoeti
- Leucas riukiuensis
- Leucas rosmarinifolia
- Leucas royleoides
- Leucas rufescens
- Leucas schimperi
- Leucas schliebenii
- Leucas schweinfurthii
- Leucas sennii
- Leucas sericea
- Leucas sexdentata
- Leucas shirensis
- Leucas somalensis
- Leucas songeana
- Leucas spicigera
- Leucas stachydiformis
- Leucas stachyoides
- Leucas stelligera
- Leucas stenophylla
- Leucas stormsii
- Leucas stricta
- Leucas strigosa
- Leucas subarcuata
- Leucas suffruticosa
- Leucas takaoensis
- Leucas teres
- Leucas ternifolia
- Leucas tettensis
- Leucas thymoides
- Leucas tomentosa
- Leucas trachyphylla
- Leucas tricrenata
- Leucas tsavoensis
- Leucas urticaefolia
- Leucas urticifolia
- Leucas urundensis
- Leucas usagarensis
- Leucas velutina
- Leucas venulosa
- Leucas vestita
- Leucas villosa
- Leucas virgata
- Leucas volkensii
- Leucas walkeri
- Leucas welwitschii
- Leucas whytei
- Leucas wightiana
- Leucas wilsonii
- Leucas zeylanica

## Nome e referências
Leucas R. Brown, 1810